# Хемијска равнотежа
Хемијска равнотежа је стање у реакционом систему при којем се концентрације реактаната и продуката не мењају током времена. До равнотеже обично долази када се код повратних хемијских реакција брзине реакција у оба смера изједначе. То не значи да су брзине једнаке нули него да су, ма колике биле, брзине хемијских реакција у оба смера изједначене.
Општи пример би изгледао овако:
{\displaystyle mA+nB\leftrightarrow pC+qD}
На основу закона о дејству маса и чињенице да су, по постизању равнотеже, брзине реакције улево и удесно једнаке може се написати следеће:
{\displaystyle K_{eq}\equiv {\frac {k_{AB}}{k_{CD}}}={\frac {\left[C\right]^{p}\left[D\right]^{q}}{\left[A\right]^{m}\left[B\right]^{n}}}}
Знајући константу равнотеже (Keq) на основу равнотежних концентрација осталих учесника могуће је израчунати непознату равнотежну концентрацију преосталог учесника у реакцији.
Далеко занимљивији и важнији су утицаји промене фактора под којима се реакција одвија (температура, притисак, концентрације...) на равнотежу реакције. Претпоставке у вези са овим даје Ле Шатељеов принцип. Он има велике практичне импликације.

## Историјски увод
Концепт хемијске равнотеже развијен је 1803. године, након што је Бертолет открио да су неке хемијске реакције реверзибилне. Да би било која реакциона смеша постојала у равнотежи, брзине реакције унапред и уназад (реверзно) морају бити једнаке. У следећој хемијској једначини, стрелице показују оба смера да би означиле равнотежу. A и B су хемијске врсте реактаната, S и T су врсте производа, а α, β, σ, и τ су стехиометријски коефицијенти одговарајућих реактаната и производа:
α A + β B ⇌ σ S + τ T
За равнотежну концентрацију реакције се каже да лежи „крајње десно“ ако се у равнотежи потроше скоро сви реактанти. Супротно томе, за равнотежни положај се каже да је „далеко лево” ако се из реактаната не формира готово никакав производ.
Гулдберг и Ваг (1865), надовезујући се на Бертолетове идеје, предложили су закон дејства масе:
{\displaystyle {\begin{aligned}{\text{брзина реакције унапред}}&=k_{+}{\ce {A}}^{\alpha }{\ce {B}}^{\beta }\\{\text{брзина реакције уназад}}&=k_{-}{\ce {S}}^{\sigma }{\ce {T}}^{\tau }\end{aligned}}}
где су A, B, S и T активне масе а  и  су константе брзине. Пошто су у равнотежи стопе унапред и уназад једнаке:
{\displaystyle k_{+}\left\{{\ce {A}}\right\}^{\alpha }\left\{{\ce {B}}\right\}^{\beta }=k_{-}\left\{{\ce {S}}\right\}^{\sigma }\left\{{\ce {T}}\right\}^{\tau }}
и однос константи брзина је такође константа, што је познато као константа равнотеже.
{\displaystyle K_{c}={\frac {k_{+}}{k_{-}}}={\frac {\{{\ce {S}}\}^{\sigma }\{{\ce {T}}\}^{\tau }}{\{{\ce {A}}\}^{\alpha }\{{\ce {B}}\}^{\beta }}}}
По конвенцији, продукти чине бројилац. Међутим, закон о дејству маса важи само за усклађене једностепене реакције које се одвијају кроз једно прелазно стање и у општем случају није валидан, јер једначине брзине уопште не прате стехиометрију реакције као што су Гулдберг и Ваг предложили (на пример, нуклеофилну алифатичну супституцију по  или реакцију водоника и брома да се формира бромоводоник). Једнакост брзина реакције унапред и уназад је, међутим, неопходан услов за хемијску равнотежу, иако није довољно да се објасни зашто долази до равнотеже.
Упркос неуспеху овог извођења, константа равнотеже за реакцију је заиста константа, независна од активности различитих укључених врста, иако зависи од температуре као што је забележено ван'т Хофовом једначином. Додавање катализатора утиче на реакцију и њену реверзну реакцију на исти начин и нема утицаја на константу равнотеже. Катализатор убрзава обе реакције и тиме повећава брзину којом се постиже равнотежа.
Иако су макроскопске равнотежне концентрације константне у времену, реакције се дешавају на молекуларном нивоу. На пример, у случају сирћетне киселине растворене у води и формирања ацетатних и хидронијум јона,
протон може да скочи са једног молекула сирћетне киселине на молекул воде, а затим на анјон ацетата да би формирао други молекул сирћетне киселине и оставио број молекула сирћетне киселине непромењеним. Ово је пример динамичке равнотеже. Равнотежа, као и остатак термодинамике, су статистички феномени, просеци микроскопског понашања.
Ле Шатељеов принцип (1884) предвиђа понашање равнотежног система када дође до промена његових реакционих услова. Ако је динамичка равнотежа поремећена променом услова, положај равнотеже се помера да би делимично поништила промена. На пример, додавање више S споља ће изазвати вишак производа, а систем ће покушати да се супротстави томе повећањем ступња обрнуте реакције и потискивањем тачке равнотеже уназад (иако ће константа равнотеже остати иста).
Ако се минерална киселина дода мешавини сирћетне киселине, повећавајући концентрацију хидронијум јона, количина дисоцијације се мора смањити тако да се реакција помери улево у складу са овим принципом. Ово се такође може закључити из израза константе равнотеже за реакцију:
{\displaystyle K={\frac {\{{\ce {CH3CO2-}}\}\{{\ce {H3O+}}\}}{{\ce {\{CH3CO2H\}}}}}}
Ако се {} повећа, {} се такође повећа и CH
3CO−
2 се мора смањити.  је изостављена, јер је растварач и његова концентрација остаје висока и скоро константна.
Квантитативну верзију даје квоцијент реакције.
Џ. В. Гибс је 1873. године предложио да се равнотежа постиже када је Гибсова слободна енергија система на својој минималној вредности (под претпоставком да се реакција одвија на константној температури и притиску). Ово значи да дериват Гибсове енергије у односу на реакциону координату (меру обима реакције која се догодила, у распону од нуле за све реактанте до максимума за све производе) нестаје, сигнализирајући стационарну тачку. Овај дериват се назива Гибсова енергија реакције (или промена енергије) и одговара разлици између хемијских потенцијала реактаната и производа у саставу реакционе смеше. Овај критеријум је неопходан и довољан. Ако смеша није у равнотежи, ослобађање вишка Гибсове енергије (или Хелмхолцове енергије при реакцијама на константној запремини) је „покретачка сила“ да се састав смеше промени док се не постигне равнотежа. Константа равнотеже може се повезати са стандардном Гибсовом променом слободне енергије за реакцију помоћу једначине
{\displaystyle \Delta _{r}G^{\ominus }=-RT\ln K_{\mathrm {eq} }}
где је R универзална гасна константа а T температура.
Када су реактанти растворени у медијуму високе јонске јачине, количник коефицијената активности се може узети да је константан. У том случају, количник концентрације, ,
{\displaystyle K_{\ce {c}}={\frac {[{\ce {S}}]^{\sigma }[{\ce {T}}]^{\tau }}{[{\ce {A}}]^{\alpha }[{\ce {B}}]^{\beta }}}}
где је  концентрација A итд, независна је од аналитичке концентрације реактаната. Из тог разлога, константе равнотеже за растворе се обично одређују у медијима високе јонске јачине. Kc варира у зависности од јонске снаге, температуре и притиска (или запремине). Исто тако  за гасове зависи од парцијалног притиска. Ове константе је лакше измерити и оне се сусрећу у средњошколским курсевима хемије.

## Термодинамика
При константној температури и притиску, мора се узети у обзир Гибсова слободна енергија, G, док се при константној температури и запремини мора узети у обзир Хелмхолцова слободна енергија, , за реакцију; и при константној унутрашњој енергији и запремини, мора се узети у обзир ентропија, S, за реакцију.
Случај константне запремине је важан у геохемији и хемији атмосфере где су варијације притиска значајне. Треба имати на уму да, ако су реактанти и производи у стандардном стању (потпуно чисти), онда не би било реверзибилности и равнотеже. Заиста, они би нужно заузимали неповезане запремине простора. Мешање производа и реактаната доприноси великој ентропији (познатој као ентропија мешања) стањима која садрже једнаку мешавину производа и реактаната. Стандардна Гибсова промена енергије, заједно са Гибсовом енергијом мешања, одређују равнотежно стање.
У овом чланку се разматра само случај константног притиска. Однос између Гибсове слободне енергије и константе равнотеже може се утврдити разматрањем хемијских потенцијала.
При константној температури и притиску, Гибсова слободна енергија, , за реакцију зависи само од обима реакције: ξ (грчко слово кси), и може се смањити само према другом закону термодинамике. То значи да извод G са ξ мора бити негативан ако се реакција одвија; у равнотежи је извод једнак нули.
{\displaystyle \left({\frac {dG}{d\xi }}\right)_{T,p}=0~}:     еквилибријум
Да би се испунио термодинамички услов за равнотежу, Гибсова енергија мора бити стационарна, што значи да дериват G у односу на степен реакције: ξ, мора бити нула. Може се показати да је у овом случају збир хемијских потенцијала производа једнак збиру оних који одговарају реактантима. Према томе, збир Гибсових енергија реактаната мора бити једнак збиру Гибсових енергија производа.
{\displaystyle \alpha \mu _{\mathrm {A} }+\beta \mu _{\mathrm {B} }=\sigma \mu _{\mathrm {S} }+\tau \mu _{\mathrm {T} }\,}
где је μ у овом случају парцијална моларна Гибсова енергија, хемијски потенцијал. Хемијски потенцијал реагенса A је функција активности {} тог реагенса.
{\displaystyle \mu _{\mathrm {A} }=\mu _{A}^{\ominus }+RT\ln\{\mathrm {A} \}\,}
(где је μo
A стандардни хемијски потенцијал).
Дефиниција Гибсове енергетске једначине је формира интеракцију са фундаменталном термодинамичком релацијом чиме настаје
{\displaystyle dG=Vdp-SdT+\sum _{i=1}^{k}\mu _{i}dN_{i}}.
Уметање  у горњу једначину даје стехиометријски коефицијент ({\displaystyle \nu _{i}~}) и диференцијал који означава реакцију која се дешава једном (dξ). При константном притиску и температури горње једначине се могу написати као
{\displaystyle \left({\frac {dG}{d\xi }}\right)_{T,p}=\sum _{i=1}^{k}\mu _{i}\nu _{i}=\Delta _{\mathrm {r} }G_{T,p}} што је промена Гибсове слободне енергије за реакцију.
Ово резултира са:
{\displaystyle \Delta _{\mathrm {r} }G_{T,p}=\sigma \mu _{\mathrm {S} }+\tau \mu _{\mathrm {T} }-\alpha \mu _{\mathrm {A} }-\beta \mu _{\mathrm {B} }\,}.
Заменом хемијских потенцијала:
{\displaystyle \Delta _{\mathrm {r} }G_{T,p}=(\sigma \mu _{\mathrm {S} }^{\ominus }+\tau \mu _{\mathrm {T} }^{\ominus })-(\alpha \mu _{\mathrm {A} }^{\ominus }+\beta \mu _{\mathrm {B} }^{\ominus })+(\sigma RT\ln\{\mathrm {S} \}+\tau RT\ln\{\mathrm {T} \})-(\alpha RT\ln\{\mathrm {A} \}+\beta RT\ln\{\mathrm {B} \})},
однос постаје:
{\displaystyle \Delta _{\mathrm {r} }G_{T,p}=\sum _{i=1}^{k}\mu _{i}^{\ominus }\nu _{i}+RT\ln {\frac {\{\mathrm {S} \}^{\sigma }\{\mathrm {T} \}^{\tau }}{\{\mathrm {A} \}^{\alpha }\{\mathrm {B} \}^{\beta }}}}
{\displaystyle \sum _{i=1}^{k}\mu _{i}^{\ominus }\nu _{i}=\Delta _{\mathrm {r} }G^{\ominus }}:
што је стандардна Гибсова промена енергије за реакцију која се може израчунати коришћењем термодинамичких табела. Реакциони количник је дефинисан као:
{\displaystyle Q_{\mathrm {r} }={\frac {\{\mathrm {S} \}^{\sigma }\{\mathrm {T} \}^{\tau }}{\{\mathrm {A} \}^{\alpha }\{\mathrm {B} \}^{\beta }}}}
Стога је,
{\displaystyle \left({\frac {dG}{d\xi }}\right)_{T,p}=\Delta _{\mathrm {r} }G_{T,p}=\Delta _{\mathrm {r} }G^{\ominus }+RT\ln Q_{\mathrm {r} }}
У равнотежи:
{\displaystyle \left({\frac {dG}{d\xi }}\right)_{T,p}=\Delta _{\mathrm {r} }G_{T,p}=0}
доводи до:
{\displaystyle 0=\Delta _{\mathrm {r} }G^{\ominus }+RT\ln K_{\mathrm {eq} }}
и
{\displaystyle \Delta _{\mathrm {r} }G^{\ominus }=-RT\ln K_{\mathrm {eq} }}
Добијање вредности стандардне Гибсове промене енергије, омогућава израчунавање константе равнотеже.

### Термодинамичка равнотежа
Хемијска равнотежа је део термодинамичке равнотеже.
Термодинамичка равнотежа обухвата механичку, термичку и хемијску равнотежу. Механичка равнотежа представља стање система у коме не постоји кретање унутар система. Термичка равнотежа представља стање система у коме је температура константна у свим деловима система, односно не постоји пренос топлоте. Хемијска равнотежа је стање у коме се састав система не мења, односно количине реактаната и продуката остају у константном односу неограничено време, уколико се спољашњи услови не промене.

## Услови хемијске равнотеже
Хемијска равнотежа је одређена општим термодинамичким условима за равнотежу система:
1. максимум ентропије при условима константне унутрашње енергије и температуре 
{\displaystyle \Delta S_{U,T}=0}
2. минимум унутрашње енергије при условима константне запремине и ентропије 
{\displaystyle \Delta U_{V,S}=0}
3. минимум енталпије при условима константног притиска и ентропије 
{\displaystyle \Delta H_{p,S}=0}
4. минимум Хелмхолцове функције при условима константе запремине и температуре 
{\displaystyle \Delta A_{V,T}=0}
5. минимум Гибсове функције при условима притиска и температуре 
{\displaystyle \Delta G_{p,T}=0}